# Bohumil Vančo
Bohumil Vančo (14. října 1907, Madunice – 25. října 1990, Burbank) byl slovenský psycholog, umělec, vynálezce, fotograf a filmový pracovník.

## Život
Studoval na gymnáziu v Nitře a následně obor psychologie na Filozofické fakultě Univerzity Komenského v Bratislavě. Absolvoval studijní pobyty v Berlíně, Paříži a Londýně, v roce 1938 získal titul PhDr. a působil jako ředitel psychotechnického ústavu a současně učitel dějin filmu na SUP, v letech 1940 až 1942 zastával místo ředitele Školfilmu v Bratislavě, v letech 1945 až 1946 působil jako zástupce zmocněnce ve Filmovém ústavu v Praze a roku 1947 se stal ředitelem filmové společnosti Slofis v Bratislavě. V roce 1949 emigroval do Brazílie, odkud se roku 1964 s rodinou přestěhoval do Spojených států amerických.
Od mládí projevoval zájem o fotografii a film. Roku 1937 vydal knihu Film a Škola inspirovanou dekretem Ministerstva školství a osvěty o využívání filmu v procesu výuky; v díle se podrobně zabývá nejen technickými, ale i estetickými problémy filmu vůbec, psychologickými a pedagogickými momenty filmového vyučování. Sám pak natočil první slovenský barevný film Niekoľko perál slovenského folklóru a v roce 1936 se zapojil do diskuse o Fričově Jánošíkovi ve Slovenských pohledech.
V roce 1940 založil Školfilm, ústav pro školní a osvětový film. Výrazně se zasloužil o začátky slovenského filmu, jeho přínos v této oblasti dosud nebyl dostatečně zhodnocen. Pro Školfilm natočil snímek Výlet do Tatier (1942) a barevný národopisný film Ždiar (1943). V roce 1942 přednášel o organizaci filmových projektů na Slovensku a přispíval do časopisu Školfilmu. S Karolem Plickou stál u zrodu FAMU v Praze. V Brazílii uveřejňoval i astronomické studie a podal několik patentů, v USA se věnoval technice filmu, sestrojil kameru na stereoskopické snímání a projektor na stereoskopické promítání.